# Ribeirão Corrente (ort)
Ribeirão Corrente är en ort i Brasilien.   Den ligger i kommunen Ribeirão Corrente och delstaten São Paulo, i den sydöstra delen av landet, 500 km söder om huvudstaden Brasília. Ribeirão Corrente ligger 859 meter över havet och antalet invånare är 4 273.
Terrängen runt Ribeirão Corrente är huvudsakligen platt, men söderut är den kuperad. Terrängen runt Ribeirão Corrente sluttar västerut. Närmaste större samhälle är São José da Bela Vista, 16,0 km söder om Ribeirão Corrente.
Omgivningarna runt Ribeirão Corrente är en mosaik av jordbruksmark och naturlig växtlighet. Runt Ribeirão Corrente är det ganska tätbefolkat, med 60 invånare per kvadratkilometer.